# Ангвіла (Міссісіпі)
Ангвіла (англ. Anguilla) — місто (англ. town) в США, в окрузі Шаркі штату Міссісіпі. Населення — 496 осіб (2020).

## Географія
Ангвіла розташована за координатами 32°58′19″ пн. ш. 90°49′42″ зх. д. / 32.97194° пн. ш. 90.82833° зх. д. (32.971869, -90.828259).  За даними Бюро перепису населення США в 2010 році місто мало площу 2,68 км², уся площа — суходіл.

## Демографія
Згідно з переписом 2010 року, у місті мешкало 726 осіб у 266 домогосподарствах у складі 191 родини. Густота населення становила 271 особа/км².  Було 301 помешкання (112/км²).
Расовий склад населення:
| - 77,8 % — чорних або афроамериканців - 21,2 % — білих - 0,1 % — корінних американців - 0,1 % — азіатів |

До двох чи більше рас належало 0,7 %. Частка іспаномовних становила 0,0 % від усіх жителів.
За віковим діапазоном населення розподілялося таким чином: 28,2 % — особи молодші 18 років, 61,6 % — особи у віці 18—64 років, 10,2 % — особи у віці 65 років та старші. Медіана віку мешканця становила 33,4 року. На 100 осіб жіночої статі у місті припадало 82,4 чоловіків;  на 100 жінок у віці від 18 років та старших — 78,4 чоловіків також старших 18 років.
Середній дохід на одне домашнє господарство  становив 43 454 долари США (медіана — 32 083), а середній дохід на одну сім'ю — 56 133 долари (медіана — 44 485). Медіана доходів становила 37 917 доларів для чоловіків та 37 917 доларів для жінок. За межею бідності перебувало 31,4 % осіб, у тому числі 56,1 % дітей у віці до 18 років та 12,2 % осіб у віці 65 років та старших.
Цивільне працевлаштоване населення становило 187 осіб. Основні галузі зайнятості: освіта, охорона здоров'я та соціальна допомога — 39,0 %, будівництво — 16,6 %, сільське господарство, лісництво, риболовля — 11,8 %, науковці, спеціалісти, менеджери — 9,1 %.